# 青島膠東国際空港
青島膠東国際空港（チンタオこうとうこくさいくうこう、中国語: 青岛胶东国际机场、英語: Qingdao Jiaodong International Airport）は、中華人民共和国山東省膠州市にある2021年開港の新しい国際空港である。

## 概要

### 建設
青島市内には1944年に建設された青島流亭国際空港があるが、2018年には年間2,453万人が利用、182,642回の離着陸があった
。急増する民間航空需要に伴い、拡張が求められていた。
2013年9月、膠州市に新空港が建設されることが決まった。2015年に着工、2019年6月の開港予定であった。
工事の遅れで開港は延期され、2019年下半期に開港予定であった。2019年9月に開港が決まっていたものの、さらに延期され2021年8月12日に開港することになった。。

### 旅客ターミナル
旅客ターミナルは、建築面積45万平方メートル、アトキンス等による設計である。「ヒトデ」の形状は北京大興国際空港に類似している。このターミナル形状は、乗り継ぎ客の移動距離が最長で650メートルと短くできる利点がある。
第1期工事では、2本の遠距離運航用の滑走路と1つのターミナル、184カ所の駐機場で開港。2025年までに旅客数3,500万人、貨物取扱量50万トンの受け入れを可能とする計画。
第2期工事では、2045年までさらに2本の近距離用滑走路と2つのターミナルを新設し、旅客数5,500万人、貨物取扱量100万トンまでの受け入れを目標とする。

## 就航路線

### 国内線
| 航空会社          | 就航地 |
| ----------------- | --- |
| 中国国際航空(CCA) | 北京/首都、成都/双流、武漢、 |
| 中国東方航空(CES) | 上海/虹橋、上海/浦東、南昌、長沙、長春、瀋陽、西寧、寧波、フフホト、太原、広州、福州、銀川、昆明、ジャムス、成都/天府、温州、景洪、蘭州、西安、合肥、宜賓、延吉、ハルビン、武漢、大連、杭州、無錫、海口、チチハル、貴陽 |
| 中国南方航空(CSN) | 広州、上海/浦東、大連、武漢、瀋陽、長春、ハルビン、貴陽、深圳、フフホト、大慶、延吉、掲陽、 |
| 青島航空(QDA)     | ハルビン、長春、成都/天府、瀋陽、大連、フフホト、南昌、ジャムス、西寧、合肥、温州、台州、蘭州、延吉 |
| 山東航空(CDG)     | 瀋陽、上海/虹橋、杭州、長沙、西安、昆明、長春、フフホト、武漢、厦門、重慶、ハルビン、南京、舟山、 |
| 海南航空(CHN)     | |
| 上海航空(CSH)     | |
| 深圳航空(CSZ)     | |
| 厦門航空(CXA)     | |
| 春秋航空(CQH)     | |
| 吉祥航空(DKH)     | |

### 国際線
新型コロナウイルス感染症の影響により、多くの便が運休となっている。
| 航空会社                      | 就航地                                                                                           |
| ----------------------------- | ------------------------------------------------------------------------------------------------ |
| 中国国際航空 (CA)             | ソウル/仁川                                                                                      |
| 中国東方航空 (MU)             | 東京/成田、大阪/関西、福岡、香港、ソウル/仁川                                                    |
| 山東航空 (SC)                 | 大阪/関西、ソウル/仁川、釜山                                                                     |
| 青島航空 (QW)                 | 大阪/関西、名古屋/中部、静岡(2025年7月17日より運航開始予定)、香港、ソウル/仁川、クアラルンプール |
| キャセイパシフィック航空 (KA) | 香港                                                                                             |
| 全日本空輸 (NH)               | 東京/羽田                                                                                        |
| 大韓航空 (KE)                 | ソウル/仁川                                                                                      |
| アシアナ航空 (OZ)             | ソウル/仁川                                                                                      |
| チェジュ航空 (7C)             | ソウル/仁川                                                                                      |
| エアプサン (BX)               | 釜山                                                                                             |
| スクート (TZ)                 | シンガポール                                                                                     |

### 貨物便
| 航空会社              | 就航地                 |
| --------------------- | ---------------------- |
| 順豊航空 (03)         | 鄂州、杭州             |
| 中国郵政航空 (CF)     | 南京                   |
| 山東航空カーゴ (SC)   | 名古屋/中部、大阪/関西 |
| エア・インチョン (KJ) | ソウル/仁川            |
| ANAカーゴ (NH)        | 東京/成田              |

## 交通アクセス
青島市中心部から39km北方にある。
- 青島機場駅
  - 済青高速鉄道（中国語版）
- 膠東機場駅
  - 青島地下鉄8号線